# Ньютон, Карлос
Ка́рлос Нью́тон (англ. Carlos Newton; род. 17 августа 1976, Валли) — канадский боец ангильского происхождения, представитель средней и полусредней весовых категорий. Выступал на профессиональном уровне в период 1996—2010 годов, известен по участию в турнирах бойцовских организаций UFC, Pride, Shooto, Hero's, IFL, Impact FC и др. Владел титулом чемпиона UFC в полусреднем весе.

## Биография
Карлос Ньютон родился 17 августа 1976 года в городе Валли на острове Ангилья, но уже в юности переехал на постоянное жительство в Канаду. Учился в старшей школе в Торонто. Увлёкшись единоборствами, проходил подготовку под руководством Тома Шарки в местном зале Samurai Club. Выступал на различных соревнованиях по классическому джиу-джитсу и бразильскому джиу-джитсу, является пятикратным чемпионом Канады по джиу-джитсу в абсолютной весовой категории. Позже обосновался в городе Ньюмаркет, где его тренировочный партнёр Терри Риггс открыл собственный бойцовский клуб Warrior MMA, который по сути стал первым специализированным клубом смешанных единоборств в стране.
Окончил Йоркский университет в Торонто, получив степень в области гериатрии.

### Начало профессиональной карьеры
Дебютировал в смешанных единоборствах на профессиональном уровне в апреле 1996 года на турнире Extreme Fighting в Монреале. Его соперник Жан Ривьер был тяжелее на 45 кг, и поединок окрестили встречей Давида и Голиафа. Ньютон проиграл, но при этом сумел оказать сопротивление и тем самым заслужил уважение зрителей.
В последующие годы отметился выступлениями в Японии и Израиле, одержал победу на турнире крупного японского промоушена Shooto.

### UFC и Pride
Ньютон стал одним из немногих бойцов, кто выступал одновременно в двух крупнейших конкурировавших друг с другом бойцовских организациях мира Ultimate Fighting Championship и Pride Fighting Championships.
В мае 1998 года участвовал в турнире UFC среднего веса, где дошёл до финала, уступив раздельным решением судей Дэну Хендерсону.
Наиболее значимую победу в своей спортивной карьере одержал в мае 2001 года, когда оспаривал титул чемпиона UFC в полусредней весовой категории. Ему с помощью удушающего приёма «бульдог» удалось принудить к сдаче действующего чемпиона Пэта Милетича, и таким образом он стал новым чемпионом организации. Впоследствии применённый им приём вошёл в число двадцати величайших приёмов в истории UFC.
Тем не менее, Ньютон оставался чемпионом не долго — уже во время первой защиты в ноябре того же года он потерпел поражение нокаутом от Мэтта Хьюза. Спустя несколько месяцев у него появилась возможность вернуть себе чемпионский пояс, но он снова проиграл Хьюзу, в их втором поединке был зафиксирован технический нокаут.

### Поздняя карьера
В период 2006—2010 годов Карлос Ньютон выступал в менее престижных промоушенах, таких как Hero's, IFL, Impact FC. В июле 2010 года на турнире в Австралии проиграл единогласным судейским решением Брайану Эберсоулу и вскоре принял решение завершить бойцовскую карьеру — сконцентрировался на тренерской деятельности в своём бойцовском клубе в Ньюмаркете.

## Статистика в профессиональном ММА
| Боёв 30  | Побед 16 | Поражений 14 |
| -------- | -------- | ------------ |
| Нокаутом | 2        | 3            |
| Сдачей   | 10       | 4            |
| Решением | 4        | 7            |

| Результат | Рекорд | Соперник            | Способ                    | Турнир                         | Дата            | Раунд | Время | Место              | Примечание                                              |
| --------- | ------ | ------------------- | ------------------------- | ------------------------------ | --------------- | ----- | ----- | ------------------ | ------------------------------------------------------- |
| Поражение | 16-14  | Брайан Эберсоул     | Единогласное решение      | Impact FC 1                    | 10 июля 2010    | 3     | 5:00  | Брисбен, Австралия |                                                         |
| Победа    | 16-13  | Шоуни Картер        | Единогласное решение      | Warrior-1: High Voltage        | 10 октября 2009 | 3     | 5:00  | Гатино, Канада     | Бой должен был быть титульным, но Ньютон не сделал вес. |
| Победа    | 15-13  | Набиль Хатиб        | KO (удары руками)         | Warrior-1: Inception           | 28 марта 2009   | 1     | 3:12  | Гатино, Канада     |                                                         |
| Поражение | 14-13  | Сюнго Ояма          | Сдача (удары руками)      | Hero’s 2007 in Korea           | 27 октября 2007 | 3     | 2:42  | Сеул, Южная Корея  |                                                         |
| Поражение | 14-12  | Мэтт Линдлэнд       | Сдача (гильотина)         | IFL: Houston                   | 2 февраля 2007  | 2     | 1:43  | Хьюстон, США       |                                                         |
| Поражение | 14-11  | Рензу Грейси        | Раздельное решение        | IFL Championship Final         | 29 декабря 2006 | 3     | 4:00  | Анкасвилл, США     |                                                         |
| Победа    | 14-10  | Токимицу Исидзава   | TKO (удары руками)        | Hero’s 7                       | 9 октября 2006  | 1     | 0:22  | Иокогама, Япония   |                                                         |
| Поражение | 13-10  | Рё Тёнан            | Единогласное решение      | Pride Bushido 5                | 14 октября 2004 | 2     | 5:00  | Осака, Япония      |                                                         |
| Поражение | 13-9   | Дайдзю Такасэ       | Раздельное решение        | Pride Bushido 3                | 23 мая 2004     | 2     | 5:00  | Иокогама, Япония   |                                                         |
| Поражение | 13-8   | Ренату Верисиму     | Единогласное решение      | UFC 46                         | 31 января 2004  | 3     | 5:00  | Лас-Вегас, США     |                                                         |
| Победа    | 13-7   | Рензу Грейси        | Раздельное решение        | Pride Bushido 1                | 5 октября 2003  | 2     | 5:00  | Сайтама, Япония    |                                                         |
| Поражение | 12-7   | Андерсон Силва      | KO (удары)                | Pride 25                       | 16 марта 2003   | 1     | 6:27  | Иокогама, Япония   |                                                         |
| Победа    | 12-6   | Пит Спратт          | Сдача (кимура)            | UFC 40                         | 22 ноября 2002  | 1     | 1:45  | Лас-Вегас, США     |                                                         |
| Поражение | 11-6   | Мэтт Хьюз           | TKO (удары руками)        | UFC 38                         | 13 июля 2002    | 4     | 3:35  | Лондон, Англия     | Бой за титул чемпиона UFC в полусреднем весе.           |
| Победа    | 11-5   | Жозе Ланди-Жонс     | Сдача (рычаг локтя)       | Pride 19                       | 24 февраля 2002 | 1     | 7:16  | Сайтама, Япония    |                                                         |
| Поражение | 10-5   | Мэтт Хьюз           | KO (слэм)                 | UFC 34                         | 2 ноября 2001   | 2     | 1:27  | Лас-Вегас, США     | Лишился титула чемпиона UFC в полусреднем весе.         |
| Победа    | 10-4   | Пэт Милетич         | Сдача (удушение бульдога) | UFC 31                         | 4 мая 2001      | 3     | 2:50  | Атлантик-Сити, США | Выиграл титул чемпиона UFC в полусреднем весе.          |
| Поражение | 9-4    | Дейв Менне          | Единогласное решение      | Shidokan Jitsu: Warriors War 1 | 8 февраля 2001  | 1     | 10:00 | Кувейт             |                                                         |
| Победа    | 9-3    | Жоил ди Оливейра    | Единогласное решение      | Pride 12                       | 9 декабря 2000  | 2     | 10:00 | Сайтама, Япония    |                                                         |
| Победа    | 8-3    | Наоки Сано          | Сдача (рычаг локтя)       | Pride 9                        | 4 июня 2000     | 1     | 0:40  | Нагоя, Япония      |                                                         |
| Победа    | 7-3    | Карл Шмидт          | Сдача (рычаг локтя)       | WEF 9: World Class             | 13 мая 2000     | 1     | 1:12  | Эвансвилл, США     |                                                         |
| Победа    | 6-3    | Дайдзиро Мацуи      | Единогласное решение      | Pride 6                        | 4 июля 1999     | 3     | 5:00  | Иокогама, Япония   |                                                         |
| Победа    | 5-3    | Кэндзи Кавагути     | Сдача (рычаг локтя)       | Shooto: 10th Anniversary Event | 29 мая 1999     | 1     | 5:00  | Иокогама, Япония   |                                                         |
| Поражение | 4-3    | Кадзуси Сакураба    | Сдача (рычаг колена)      | Pride 3                        | 24 июня 1998    | 2     | 5:19  | Токио, Япония      |                                                         |
| Поражение | 4-2    | Дэн Хендерсон       | Раздельное решение        | UFC 17                         | 15 мая 1998     | 1     | 15:00 | Мобил, США         | Финал турнира в среднем весе.                           |
| Победа    | 4-1    | Боб Гилстрап        | Сдача (треугольник)       | UFC 17                         | 15 мая 1998     | 1     | 0:52  | Мобил, США         | Полуфинал турнира в среднем весе.                       |
| Победа    | 3-1    | Кадзухиро Кусаянаги | Сдача (рычаг локтя)       | Shooto: Las Grandes Viajes 2   | 1 марта 1998    | 1     | 2:17  | Токио, Япония      |                                                         |
| Победа    | 2-1    | Хаим Гозали         | Сдача (рычаг локтя)       | IFC: Israel vs. Canada         | 1 января 1998   | 1     | N/A   | Израиль            |                                                         |
| Победа    | 1-1    | Эрик Полсон         | Сдача (рычаг локтя)       | Vale Tudo Japan 1997           | 29 ноября 1997  | 1     | 0:41  | Токио, Япония      |                                                         |
| Поражение | 0-1    | Жан Ривьер          | Сдача (истощение)         | Extreme Fighting 2             | 26 апреля 1996  | 1     | 7:22  | Монреаль, Канада   |                                                         |